# Yamada Waka
Yamada Waka (山田 わか?  1 de diciembre de 1879 - 6 de septiembre de 1957) fue una feminista y reformadora social japonesa pionera, activa a finales del período Meiji, período Taishō y período Shōwa de Japón.

## Primeros años
Asaba Waka nació en la aldea de Kurihama, distrito de Miura, condado de Kanagawa (actual Yokosuka), en la prefectura de Kanagawa, en el seno de una familia campesina pobre. A los 18 años, en 1897, fue a la cercana Yokohama en busca de trabajo. Sin embargo, fue secuestrada y terminó siendo traficada a Seattle para ejercer la prostitución forzada, donde se la conoció como la "Oyae árabe". Allí estuvo retenida como esclava sexual hasta 1900, cuando conoció a un periodista japonés, Tachii Nobusaburo o Shinzaburo Ritsui (立井信三郎), que se interesó en su situación y la ayudó a escapar a San Francisco. Su antiguo salvador la prostituyó él mismo, hasta que ella huyó de él y encontró Cameron House, una misión presbiteriana establecida para ayudar a las prostitutas a escapar de su difícil situación. Se convirtió al cristianismo y trabajó allí mientras tomaba lecciones de inglés. En 1903 conoció a Kakichi Yamada (山田嘉吉), un sociólogo que dirigía una escuela de inglés. Se enamoraron y se casaron al año siguiente, y en 1906 regresaron a Japón.

## Activismo
Se mudaron al barrio Yotsuya de Tokio, donde conoció los escritos de la pionera defensora de los derechos de las mujeres suecas Ellen Key, que escribió mucho sobre la maternidad, el embarazo, el parto, el cuidado de los niños y el estado que protegía esos roles. Además, su esposo comenzó a enseñar idiomas extranjeros en su escuela a Sakae Osugi, quien luego le presentó a Waka la revista de Hiratsuka Raicho, Bluestocking. Yamada se embarcó entonces en una carrera de lucha por los derechos de las mujeres. Se convirtió en una de las integrantes más destacadas del movimiento de mujeres japonés, y fue colaboradora frecuente de Bluestocking (Seito). Hizo pública su propia victimización como prostituta, a pesar del estigma social asociado a tal admisión. Tenía una columna regular de “mujeres” en el periódico Asahi Shimbun. Se convirtió en la traductora japonesa de Olive Schreiner.
Se diferenciaba de muchas otras feministas japonesas de la época en que su interés central era proteger y elevar el papel de la mujer como esposa y madre. Este objetivo era similar al de su inspiración ideológica, Ellen Key, y también ponía sus objetivos en línea con los del Japón imperial, que defendía la importancia de las buenas esposas y las madres sabias, y tenía una ideología muy pronatalista para alentar a los niños a apoyar la guerra. Esta actitud la puso en desacuerdo con la mayoría de las demás feministas de la época, muchas de las cuales no apoyaban los objetivos imperiales japoneses y que enfatizaban una mayor igualdad con los hombres sin preocuparse tanto por los roles de esposa y madre. Yamada abogó por una “Ley de Protección Materna e Infantil”, que culminó con la fundación de la Nueva Asociación de Mujeres (Shin Fujin Kyokai). En 1934, fundó la Liga de Mujeres (pronto rebautizada como Liga de Protección de la Maternidad (Bosei Hogo Renmei)) y se convirtió en su presidenta.
Su prominencia era tal que cuando visitó los Estados Unidos para una gira de conferencias, fue invitada a visitar a Eleanor Roosevelt en la Casa Blanca, lo que hizo el 7 de diciembre de 1937. En 1938, abrió el primer refugio para mujeres y niños que huían de hogares abusivos en Japón.
Tras el fin de la Segunda Guerra Mundial, Yamada se sintió molesta al ver que se creaban prostitutas financiadas por el Estado para los militares estadounidenses que ocupaban Japón. Aunque los burdeles financiados por el Estado cerraron pronto, en los caóticos tiempos posteriores a la guerra quedaron muchas prostitutas en las calles, muchas de ellas habían perdido sus hogares y familias en la guerra. En respuesta a esto, Yamada abrió una escuela en Tokio muy parecida a Cameron House, en 1947, diseñada para ayudar a las prostitutas japonesas a escapar de su situación mediante el aprendizaje de habilidades valiosas.

## En la ficción
En la novela gráfica Bajo el sol de medianoche, publicada en 2015 por el escritor Juan Díaz Canales y el artista Rubén Pellejero, una versión ficticia de Waka Yamada es rescatada por Corto Maltés en 1915 en Dawson, Alaska donde fue contratada por una Madame en nombre de un sindicato japonés.